# Грегг, Брайан
Брайан Грегг (англ. Brian Gregg; род. 27 июня 1984 года) — американский лыжник, участник Олимпийских игр в Сочи. Специализируется в дистанционных гонках.
В Кубке мира Грегг дебютировал 23 января 2008 года, всего стартовал в 10 личных гонках в рамках Кубка мира, но не поднимался в них выше 39-го места и кубковых очков не завоёвывал. Более регулярно и успешно выступает в Супертуре США, где занял второе место в общем итоговом зачёте в сезоне 2009/10.
На Олимпийских играх 2014 года в Сочи стартовал в трёх гонках: 15 км классическим стилем - 47-е место, скиатлон - 47-е место и масс-старт на 50 км - 51-е место.
За свою карьеру в чемпионатах мира участия пока не принимал. На молодёжных чемпионатах мира не поднимался выше 52-го места.